# Donald Houston
Donald Houston született Donald Daniel Houston (Tonypandy, Wales, 1923. november 6. – Coimbra, Portugália, 1991. október 13.) walesi születésű brit színész. Egyik művészneve Don Houston.

## Élete
Egy walesi kisvárosban, Tonypandyben született. Öccse, a nála három évvel fiatalabb Glyn Houston szintén színészi pályára lépett. Rajtuk kívül egy nővérük volt Jean. A második világháborúban a Brit Királyi Légierőnél szolgált.
Houston 1949-ben debütált első filmjével, a Kék lagúna című romantikus filmmel. Partnernője a Spartacus filmben ismertté vált Jean Simmons volt. A történetnek ez a volt második filmfeldolgozása, melyet 1980-ban még egy követett. Ugyanebben az évben Houston újabb főszerepet kapott az A Run for Your Money c. komikus filmben, ahol Alec Guinnessel és Hugh Griffith-tel játszott együtt. Fellépett továbbá televíziós- és mozifilmekben egyaránt, valamint színházban is.
1953-ban Small Town Story c. film forgatókönyvét írta, s a főszerepet is eljátszotta.
A hatvanas évektől kezdve brit és amerikai háborús filmekben kapott szerepeket, az első ilyen A leghosszabb nap 1962-ben, ahol épp egy pilóta szerepét játszotta. Ezután a 633 Squadron c. filmben tűnik fel 1964-ben. Ugyanebben az évben megjelent a Folytassa, Jack! c. Gerald Thomas-vígjátékban, mint Howett elsőtiszt. Legismertebb eddigi filmszerepe nyilvánvalóan a Kémek a Sasfészekben, 1968-as angol-amerikai kooprodukció, ahol Clint Eastwood és Richard Burton partnere volt, az áruló Christiansent alakítva. Burtonnal egyébként A leghosszabb nap-ban már játszott együtt. Houston és Burton ráadásul közeli jóbarátok voltak, ugyanakkor szoros barátság fűzte még Stanley Baker walesi színészhez is.
1973-tól 1981-ben a Moonbase 3 c. televíziós sci-fi sorozatban kapott hosszú idő után először főszerepet.
 Portugáliában halt meg, de az Egyesült Államokban temették el. Öccse ma is Dél-Walesben él, közel szülővárosukhoz.
Felesége Brenda Hogan brit színésznő volt.

## Főbb filmszerepei
- 1949: The Blue Lagoon, Michael Reynolds
- 1949: A Run for Your Money, Dai
- 1953: Small Town Story, Tony Warren
- 1954: Doctor in the House, Taffy Evans
- 1958: A férfi a legfelső emeletről (The Man Upstairs), Sanderson
- 1959: Hely a tetőn (Room at the Top), Charles Soames
- 1961: A jel (The Mark), Austin
- 1962: Koldus és királyfi (The Prince and the Pauper), John Canty
- 1962: Disneyland - The Prince and the Pauper, tévésorozat, John Canty
- 1962: Séta a nárciszok körül (Twice Round the Daffodils), John Rhodes
- 1962: A háromszáz spártai (The 300 Spartans), Hüdarnész
- 1962: A leghosszabb nap (The Longest Day), RAF harciplióta
- 1963: Doktor bajban (Doctor in Distress), Tommy Ffrench őrnagy
- 1964: Folytassa, Jack! (Carry On Jack), Jonathan Howett elsőtiszt (magyar szinkron: „Mr Kellem”)
- 1964: A 633-as repülőszázad (633 Squadron ), Don Barrett repülőszázados kötelékparancsnok
- 1968: Kémek a Sasfészekben (Where Eagles Dare), Christiansen
- 1969: Különleges ügyosztály (Department S), tévésorozat, John Burnham
- 1971: Jason King, tévésorozat, Kenworthy
- 1973: Moonbase 3, tévésorozat, Dr. David Caulder
- 1976: Elátkozottak utazása (Voyage of the Damned), Dr. Glauner
- 1978–1979: Az Angyal visszatér (Return of the Saint), tévésorozat, Denning parancsnok
- 1979: Az ifjú Merlin (The Boy Merlin), tévésorozat, Dafydd
- 1980: Tengeri farkasok (The Sea Wolves), Hilliard
- 1981: Titánok harca (Clash of the Titans), Acrisius